# Damià Amer
Damià Amer Munar (La Puebla, Baleares, 4 de septiembre de 1958) es un exfutbolista español que se desempeñaba como defensa. Actualmente es delegado del primer equipo del R. C. D. Mallorca de la Primera División de España desde hace 22 años, club en el que ha desempeñado las labores de jugador, director de la escuela de fútbol, segundo entrenador,   entrenador del cadete, del juvenil, utillero y delegado.

## Trayectoria
Tras jugar en el club de su localidad natal, el UD Poblense, en Tercera División de España, el 6 de enero de 1982 fichó por el R. C. D. Mallorca.
Como jugador, vivió tres ascensos a primera división y uno como delegado.

## Clubes
| Club              | País   | Año       |
| ----------------- | ------ | --------- |
| R. C. D. Mallorca | España | 1981-1990 |